# Mama Gassama
Mama Gassama (ur. w 1985) – gambijska lekkoatletka, skoczkini wzwyż.
W 2002 zajęła 2. miejsce w mistrzostwach Senegalu.
W 2003 zwyciężyła w mistrzostwach Afryki juniorów, zajęła 14. miejsce na uniwersjadzie oraz była 9. podczas igrzysk afrykańskich.
W 2004 triumfowała w mistrzostwach Senegalu. Była przewidziana do reprezentowania Gambii na igrzyskach olimpijskich w Atenach, jednak niedługo przed zawodami orzeczono, że nie jest zdolna do występu w tych zawodach i wycofano ją ze składu.

## Rekordy życiowe
- Skok wzwyż – 1,65 (11 maja 2001, Bakau & 12 października 2003, Abudża & 11 lipca 2004, Dakar) rekord Gambii[11]